# Johann Karl Simon Morgenstern
Johann Karl Simon Morgenstern ook Karl von Morgenstern (28 augustus 1770 Maagdenburg - 15 september 1852 Dorpat) was een Duits filoloog en eerste bibliothecaris van de Keizerlijke universiteit van Dorpat. Hij introduceerde de term “Bildungsroman“.

## Leven
Karl Morgenstern was de tweede zoon van stadsfysicus Friedrich Simon Morgenstern en Johanna Katharina Morgenstern (meisjesnaam Brömme), auteur van het later als „Magdeburger Kochbuch“ Bekende boek „Unterricht für ein junges Frauenzimmer, das Küche und Haushaltung selbst besorgen will, aus eigner Erfahrung ertheilt von einer Hausmutter“. Zijn broer August Morgenstern is later bekend geworden als koopman en parlementslid. Op tienjarige leeftijd verliet hij de kosterschool St. Ulrich om verder te studeren aan de kathedraalschool van Magdeburg onder rector Gottfried Benedict Funk die zijn mentor werd.
Vanaf 1788 studeerde hij aan de Universität Halle, waar hij filosofie volgde bij Johann August Eberhard en filologie volgde bij Friedrich August Wolf. In mei 1794 promoveerde hij en in 1797 werd hij buitengewoon hoogleraar filosofie. In 1798 trok hij naar Danzig als hoogleraar in de retorica en poëzie.

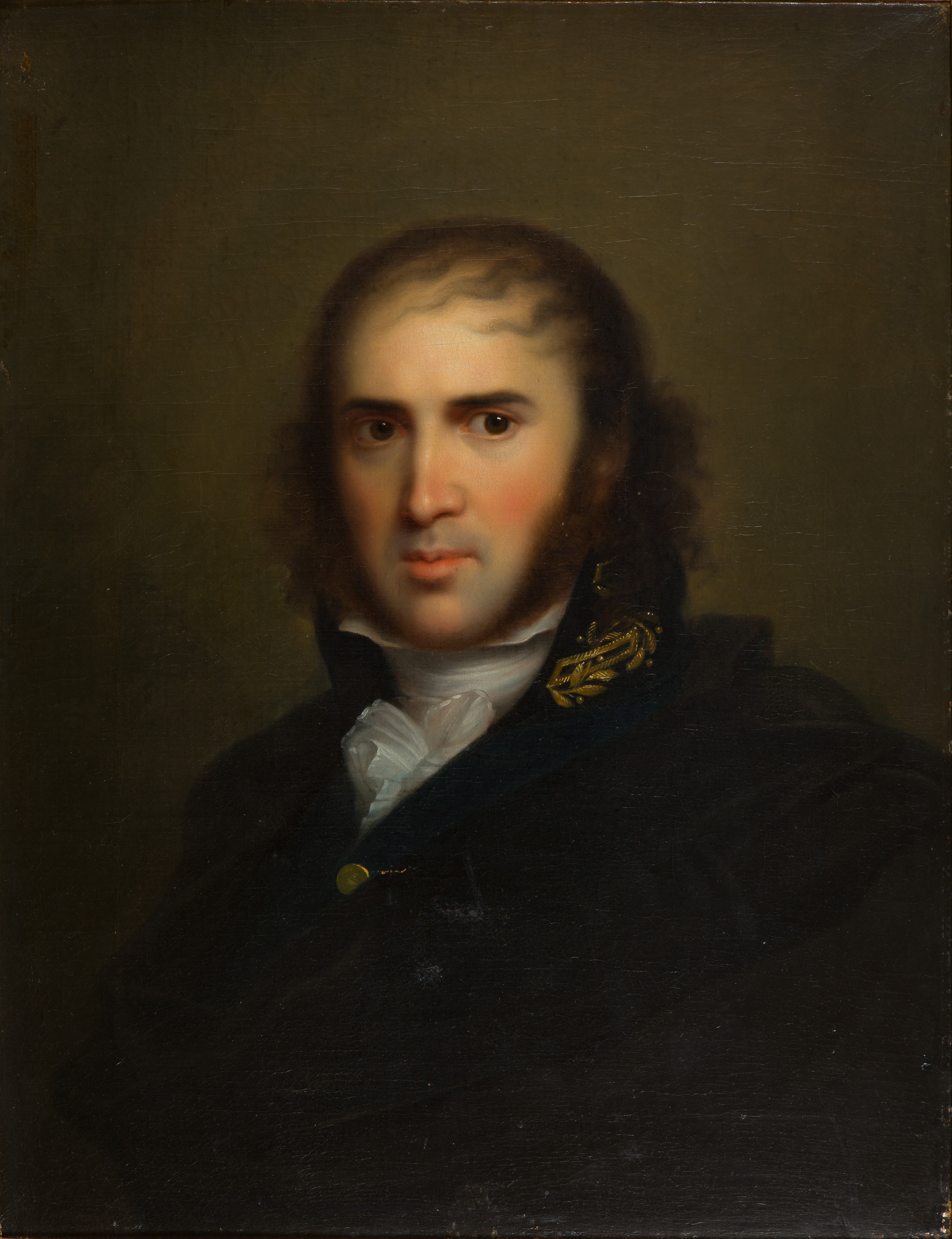
Olieverfportret Karl Morgensterns door Gerhard von Kügelgen, 1808

In 1802 startte hij aan de heropgerichte Kaiserliche Universität zu Dorpat in Lijfland (huidige Estland), waar hij als professor esthetiek, eloquentie en oudklassieke filologie was aangesteld. 
In 1833 ging Morgenstern op emeritaat, maar hield nog tot 1836 vervangingscolleges. Tegelijkertijd was hij tot 1839 de eerste directeur van de universiteitsbibliotheek, waarvoor hij ruimte in de Domruïne liet inrichten. Na zijn dood liet hij zijn omvangrijke privébibliotheek met ongeveer 12.000 banden na aan de universiteitsbibliotheek.

## Werken
- De Plationis Republica commentationes tres (1794)
- Auszüge aus den Tagebüchern und Papieren eines Reisenden (1811–1813)
- Über den Geist und Zusammenhang einer Reihe philosophischer Romane (1817)
- Über das Wesen des Bildungsromans (1820)
- Zur Geschichte des Bildungsromans (1824)

## Bijzonderheden
Morgenstern was lid van de vrijmetselaarsloge “Zu den drei Degen” in Halle.
- Bibliothèque nationale de France: cb16160643b (data)
- CiNii: DA12003505
- Gemeinsame Normdatei: 118931911
- International Standard Name Identifier: 0000 0001 0982 5891
- Library of Congress Control Number: n94048942
- Nationale Bibliotheek van Letland: 000250042
- Nationale Bibliotheek van Tsjechië: ola2014838304
- Nationale Bibliotheek van Israël: 987007281209105171
- Nationale Bibliotheek van Polen: a0000001692002
- Nederlandse Thesaurus van Auteursnamen: 07219961X
- SNAC: w6fc9h3m
- Système universitaire de documentation: 139441344
- Virtual International Authority File: 187696354
- WorldCat: E39PBJt3XgmyHMybTpBCKKHwG3